# The Jazz Messengers
I Jazz Messengers sono stati un gruppo musicale jazz nato nel 1955 come collettivo e attivo fino al 1990, anno della morte del suo fondatore, il batterista Art Blakey, il quale guidò il gruppo fin dall'inizio. 

## Storia del gruppo
Già nel 1947 Blakey guidò un gruppo noto come Art Blakey's Messengers in una sua sessione di registrazione. Tra il 1947 ed il 1949 invece l'artista guidò una big band chiamata Seventeen Messengers. La maggior parte degli addetti ai lavori fa risalire l'origine dei Jazz Messengers al 1954, quando apparvero le prime registrazioni accreditate. I membri iniziali sono considerati Horace Silver, Hank Mobley, Kenny Dorham, Doug Watkins e naturalmente Blakey. Nel 1956 Dorham lasciò la band e fu sostituito da Donald Byrd. Questo gruppo pubblicò The Jazz Messengers per la Columbia Records (1956).
Per un breve periodo nel 1956 Donald Byrd rimase, mentre si formava una nuova formazione che includeva Kenny Drew, Wilbur Ware e Ira Sullivan. L'unica registrazione di questa versione dei Messengers fu di due tracce di supporto alla cantante Rita Reys in The Cool Voice of Rita Reys. Blakey formò quindi una nuova formazione che si sarebbe rivelata molto più stabile, il cui nome più noto all'epoca era quello di Jackie McLean. il quale aveva solo 25 anni ma aveva già registrato con Miles Davis e Charles Mingus. Completarono il gruppo Bill Hardman, Sam Dockery e Jimmy "Spanky" DeBrest. Questi artisti registrarono per la Columbia Hard Bop e altri lavori per altri etichette.
Nel 1958 Blakey formò una nuova formazione con quattro nativi di Philadelphia: Lee Morgan, Benny Golson, Bobby Timmons e Jymie Merritt. Questo segnò l'inizio di quello che forse è il periodo più fruttuoso dei Jazz Messengers. Ritornarono alla Blue Note Records e il primo disco, intitolato semplicemente Art Blakey and the Jazz Messengers, produsse alcuni tra i loro più grande successi, ossia Moanin', Blues March e Along Came Betty.
Golson lasciò la band nel 1959 dopo un tour europeo per essere sostituito, brevemente, da Hank Mobley. Quest'ultimo non accompagnò la band a un festival jazz canadese nel 1959; Lee Morgan incontrò Wayne Shorter al festival, e si unì alla band al posto di Mobley. Questa formazione produsse diverse registrazioni degne di nota, tra cui il secondo album dei Messenger, A Night in Tunisia.
Nel 1961 il gruppo si espanse a sestetto con l'aggiunta di Curtis Fuller. Questa formazione produsse l'album Art Blakey and the Jazz Messengers per la Impulse! Records. Intorno alla metà di quell'anno Lee Morgan e Bobby Timmons se ne andarono e furono sostituiti rispettivamente da Freddie Hubbard e Cedar Walton. Con tale formazione venne registrato l'album dal vivo Three Blind Mice per la United Artists Records e due album per la Blue Note, ovvero Mosaic e Buhaina's Delight.
A metà del 1962 Reggie Workman sostituì il contrabbassista di lunga data Jymie Merritt.  Questa versione del gruppo produsse tre album per la Riverside Records, ossia Caravan, Ugetsu e Kyoto; oltre a un altro album per la Blue Note dal titolo Free for All. Questa formazione rimase insieme fino al marzo 1964, quando Lee Morgan si riunì al posto di Freddie Hubbard. In questo periodo la band produsse un album dal musical Golden Boy per l'etichetta Colpix con una formazione ampliata, che includeva sia Freddie Hubbard che Lee Morgan alla tromba, più Charles Davis, Julius Watkins e Bill Barber. Nell'aprile 1964 producono la loro ultima registrazione per l'etichetta Blue Note, dal titolo Indestructible.
Nel settembre 1964 Wayne Shorter lasciò i Messengers per unirsi alla band di Miles Davis che in seguito fu chiamata Second Great Quintet. Lee Morgan arruolò quindi il sassofonista tenore John Gilmore, collaboratore di lunga data di Sun Ra. In quel tempo il ricambio dei membri sarebbe stato poi più rapido rispetto alla precedenza.
La band firmò con Limelight Records, nuova sottoetichetta Mercury Records guidata da Quincy Jones. Questo gruppo registrò l'album per 'S Make It. La band tornò presto a essere un quintetto quando Curtis Fuller se ne andò. Il sassofonista contralto Gary Bartz sostituì John Gilmore in partenza e questo quintetto, con Freddie Hubbard accanto a Morgan, registrò Soul Finger.
Nel gennaio 1966 la band si era completamente rinnovata ancora; ora Chuck Mangione occupava il ruolo di trombettista con Frank Mitchell al sax tenore, Keith Jarrett al piano e Reggie Johnson al basso. Questa formazione produsse l'album dal vivo Buttercorn Lady sotto il nome Art Blakey and the "New" Jazz Messengers. Mentre la band continuava a esibirsi dal vivo, questa sarebbe stata l'ultima registrazione dei Jazz Messengers del decennio. 
La fine degli anni '60 vide l'ascesa della musica rock nella cultura popolare, e il mondo del jazz stava sperimentando il free jazz e il jazz fusion, stili che Blakey non amava. Fu difficile per Blakey mantenere una formazione stabile per i Messengers durante questo periodo e ancora più difficile produrre registrazioni. Tra il 1966 e il 1972 i Messengers produssero solo Jazz Messengers '70, un album dal vivo registrato a Tokyo con Bill Hardman, Carlos Garnett, Joanne Brackeen e Jan Arnet.
Blakey tenne i Messengers al lavoro durante questo periodo, in particolare in Europa e in Giappone. Ma le formazioni erano mutevoli, con diversi musicisti che ruotavano in base a chi era disponibile per un particolare impegno. Nel 1972 i Messengers firmarono con la Prestige Records e produssero tre album, ossia Child's Dance, Anthenagin e Buhaina.
Blakey lottò per tenere in piedi la band nei tre anni successivi. Dal 1973 al 1976 venne prodotta solo una registrazione, rappresentata da una collaborazione del 1975 con Sonny Stitt dal titolo In Walked Sonny.  In Walked Sonny sull'etichetta svedese Sonet , fu prodotta tra il 1973 e il 1976. I Messengers erano ancora popolari in Giappone e in quel periodo fece parte del gruppo anche un contrabbassista giapponese, Isao Suzuki.
Nel 1976 i Messengers registrarono un disco per la Roulette Records, Backgammon, con Hardman, Schnitter, Dailey e Suzuki. In quell'anno Blakey iniziò un rapporto professionale con Wim Wigt, un manager musicale olandese e proprietario dell'etichetta Timeless che ingaggiò il gruppo per suonare in tutta Europa.  Seguì un secondo disco per la Roulette con Schnitter, Walter Davis Jr. e i nuovi arrivati Valery Ponomarev, Bobby Watson e Dennis Irwin. Da questo punto le formazioni iniziarono a stabilizzarsi e la band lavorò più regolarmente.
Nell'ottobre 1977 Blakey assunse un nuovo pianista fisso, James Williams. Questo gruppo (Ponomarev, Watson, Schnitter, Willams e Irwin) registrò In My Prime Vol. 1 nel novembre 1977 per l'etichetta Timeless di Wigt. Nel 1978 registrarono In This Korner per la Concord Jazz, In My Prime Vol. 2 e Reflections in Blue per la Timeless. Nel febbraio 1979 riregistrarono il terzo album dei Messengers intitolato Night in Tunisia per la Philips Records. Nel novembre 1979 registrarono One by One, un album dal vivo in Italia, per l'etichetta italiana Palcoscenico Records.
Nel 1979 Blakey decise di assemblare una "big band" di 11 elementi per intraprendere un tour europeo l'anno successivo. Questa band includeva due coppie di fratelli: Wynton e Branford Marsalis e Robin e Kevin Eubanks, e il gruppo aveva anche il primo chitarrista che Blakey avesse mai assunto, Bobby Broom, che tuttavia lasciò il gruppo prima del tour del 1980. Queste sarebbero state le ultime apparizioni di Ponomarev con i Messengers. Mentre Watson e Williams continuarono con i Messengers, David Schnitter fu sostituito da Bill Pierce e Dennis Irwin fu sostituito da Charles Fambrough. Live at Montreux and Northsea (1981), a nome Jazz Messengers Big Band, fu registrato nel 1980 al North Sea Jazz Festival e al Montreux Jazz Festival.
Il sestetto di lavoro regolare che emerse dal tour europeo includeva Wynton Marsalis, Bobby Watson, Bill Pierce, James Williams e Charles Fambrough. Questo gruppo suonò in Art Blakey in Sweden (1981), album dal vivo registrato a Stoccolma e altri due dischi. Quando Branford Marsalis si laureò al Berklee College of Music nel 1981, si unì al fratello al posto di Bobby Watson. Donald Brown rimpiazzò anche James Williams in questo periodo. [ d ] Nel gennaio 1982 questa formazione produsse Keystone 3, altro album dal vivo registrato a San Francisco.
La stella di Wynton Marsalis stava rapidamente salendo, tanto che lui e suo fratello se ne andarono per formare la loro band all'inizio del 1982. A causa delle lotte di Donald Brown con l'artrite, anch'egli lasciò la band in questo periodo. La nuova formazione era quindi composta da Terence Blanchard e Donald Harrison in prima linea, e Johnny O'Neal al piano, che si univa a Pierce e Fambrough. Questa formazione registrò Oh-By the Way per Timeless nel 1982.  La band si riorganizzò gradualmente nel corso dell'anno successivo: Pierce se ne andò nel settembre 1982 e fu sostituito da Jean Toussaint; Fambrough se ne andò a metà del 1983 per essere sostituito da Lonnie Plaxico e Mulgrew Miller prese il posto di Johnny O'Neal nel 1984.
Questa nuova formazione – Blanchard, Harrison, Toussaint, Miller e Plaxico – rimase insieme per tutto il 1985 fino al 1986. Registrarono insieme gli album live New York Scene a New York (1984) e Live at Kimball's (1985) a San Francisco, entrambi usciti per la Concord Jazz.

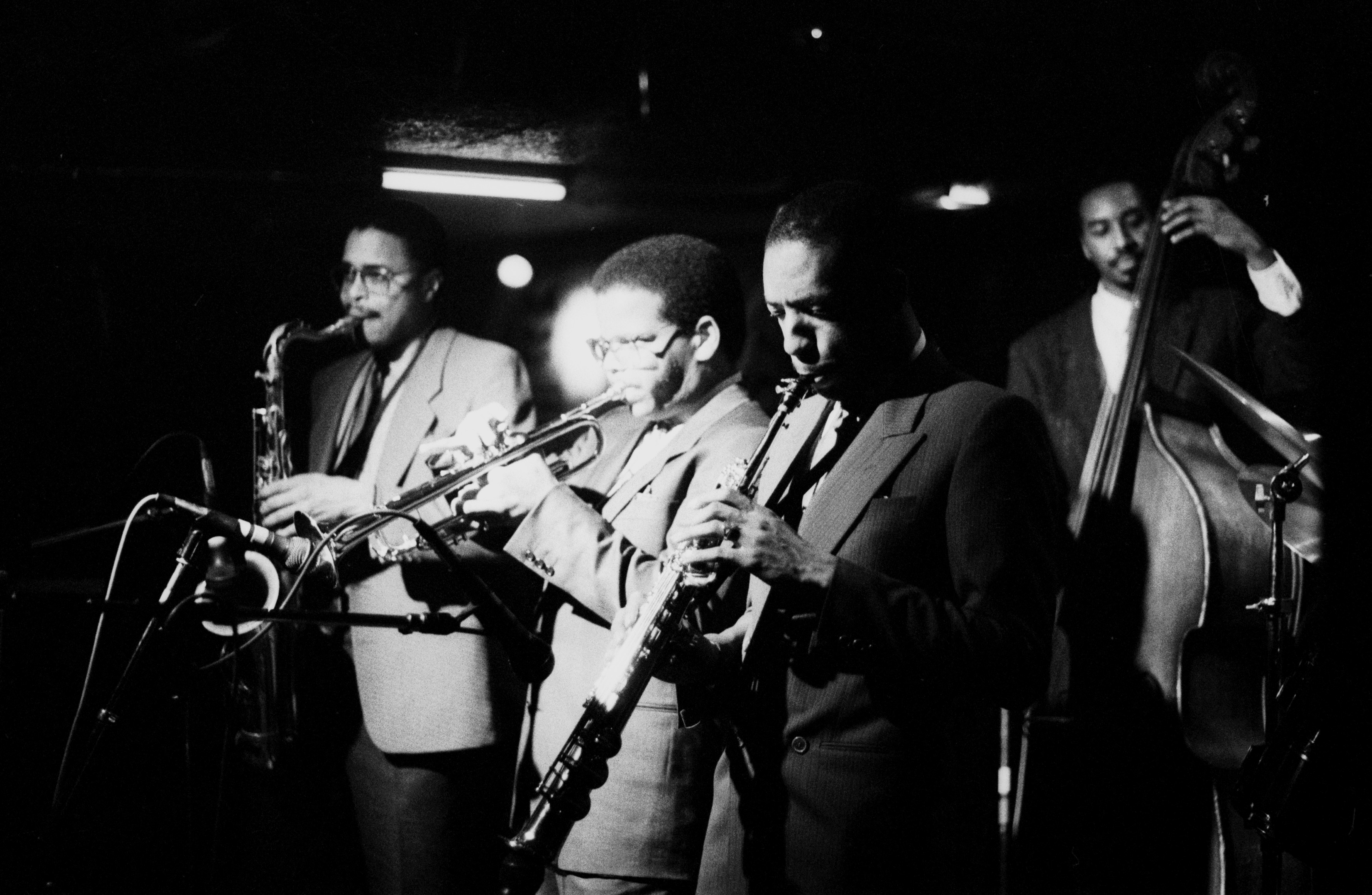
Il gruppo nel 1985.

Blanchard e Harrison formarono la loro band a metà del 1986 e furono sostituiti rispettivamente da Wallace Roney e Kenny Garrett. Con l'aggiunta di Tim Williams al trombone venne registrato l'album Feeling Good per la Delos Productions.
Nel 1989 venne stabilita quella che sarebbe diventata la formazione definitiva dei Jazz Messengers: Brian Lynch alla tromba, Javon Jackson e Dale Barlow ai tenori, Steve Davis e/o Frank Lacy al trombone, Geoff Keezer al pianoforte ed Essiet Okon Essiet al basso. Un concerto al Leverkusen Jazz Festival in Germania, tenutosi nell'ottobre 1989, commemorò il 70° compleanno di Blakey. Suonarono gli attuali "messaggeri" più molti ospiti speciali: Freddie Hubbard, Terence Blanchard, Donald Harrison, Jackie McLean, Wayne Shorter, Benny Golson, Curtis Fuller, Walter Davis Jr., Buster Williams, Roy Haynes e Michele Hendricks.
L'ultimo album dei Messengers One for All (A&M Records) è uscito nel 1990, anno in cui Art Blakey morì all'età di 71 anni. La morte di Blakey pose fine alla storia del gruppo.

## Discografia

### Album in studio
- 1956 - The Jazz Messengers
- 1957 - Hard Bop
- 1957 - Ritual
- 1957 - Selections from Lerner and Loewe's...
- 1957 - A Night in Tunisia
- 1957 - Cu-Bop
- 1957 - Hard Drive
- 1958 - Art Blakey's Jazz Messengers with Thelonious Monk
- 1959 - Moanin'
- 1960 - The Big Beat
- 1960 - A Night in Tunisia
- 1961 - Art Blakey and the Jazz Messengers
- 1961 - Mosaic
- 1962 - The Freedom Rider
- 1963 - Buhaina's Delight (reg. 1961)
- 1963 - Caravan
- 1963 - Golden Boy
- 1964 - Free for All
- 1964 - Kyoto
- 1965 - Indestructible
- 1965 - 'S Make It
- 1965 - Soul Finger
- 1966 - Tough! (reg. 1957)
- 1966 - Like Someone in Love (reg. 1960)
- 1967 - The Witch Doctor (reg. 1961)
- 1970 - Roots & Herbs (reg. 1961)
- 1972 - Child's Dance
- 1973 - Buhaina
- 1973 - Anthenagin
- 1975 - In Walked Sonny
- 1976 - Backgammon
- 1977 - Gypsy Folk Tales
- 1978 - In My Prime Vol. 1
- 1978 - In My Prime Vol. 2
- 1979 - Reflections in Blue
- 1979 - Night in Tunisia: Digital Recording
- 1981 - Album of the Year
- 1982 - Oh-By the Way
- 1984 - New York Scene
- 1985 - Blue Night
- 1986 - Feeling Good
- 1988 - Not Yet
- 1988 - I Get a Kick Out of Bu
- 1990 - Chippin' In
- 1990 - One for All

### Album dal vivo (lista parziale)
- 1956 - At the Cafe Bohemia, Vol. 1
- 1956 - At the Cafe Bohemia, Vol. 2
- 1957 - A Midnight Session with the Jazz Messengers
- 1958 - 1958 – Paris Olympia
- 1959 - Art Blakey et les Jazz-Messengers au club St. Germain
- 1959 - At the Jazz Corner of the World, Vols. 1 & 2
- 1960 - Art Blakey et les Jazz Messengers au Théâtre des Champs-Élysées
- 1960 - Paris Jam Session
- 1961 - Meet You at the Jazz Corner of the World, Vols. 1 and 2
- 1962 - Three Blind Mice
- 1963 - Ugetsu
- 1966 - Buttercorn Lady
- 1970 - Jazz Messengers '70
- 1978 - In This Korner
- 1980 - Live at Montreux and Northsea
- 1981 - One by One (reg. 1979)
- 1981 - Art Blakey in Sweden
- 1981 - Straight Ahead
- 1982 - Keystone 3
- 1985 - Live at Ronnie Scott's
- 1985 - Live at Kimball's
- 1989 - The Art of Jazz: Live in Leverkusen

### Colonne sonore
- 1959 - Des Femmes Disparaissent
- 1960 - Les liaisons dangereuses 1960

### Raccolte (lista parziale)
- 1956 - Horace Silver and the Jazz Messengers
- 1956 - The Cool Voice of Rita Reys
- 1957 - Drum Suite
- 1978 - Live Messengers (reg. 1961-1962)
- 1979 - Pisces (reg. 1961-1964)
- 1981 - Africaine (reg. 1959)
- 1982 - Originally (reg. 1956)